# Boronia heterophylla
Boronia heterophylla är en vinruteväxtart som beskrevs av Ferdinand von Mueller. Boronia heterophylla ingår i släktet Boronia och familjen vinruteväxter. Inga underarter finns listade i Catalogue of Life.